# Fynboerne
 (mai 2023).
Fynboerne est un collectif informel d'artistes danois du début du XXe siècle sur l'île de Fionie. Influencés par le peintre Kristian Zahrtmann qui enseigne à la Kunstnernes Frie Studieskoler (da) à Copenhague de 1885 à 1908, ces artistes délaissent l'académisme de l'Académie royale des beaux-arts du Danemark pour se tourner vers le réalisme.

## Artistes
Peuvent être considérés comme représentatifs du mouvement : 
- Jens Birkholm
- Niels Hansen (da)
- Peter Hansen (da)
- Harald Holm (da)
- Alhed Larsen (da)
- Johannes Larsen (da)
- Søren Lund
- Karl Schou (da)
- Christine Swane
- Sigurd Swane
- Anna Syberg
- Fritz Syberg

## Galerie de peintures

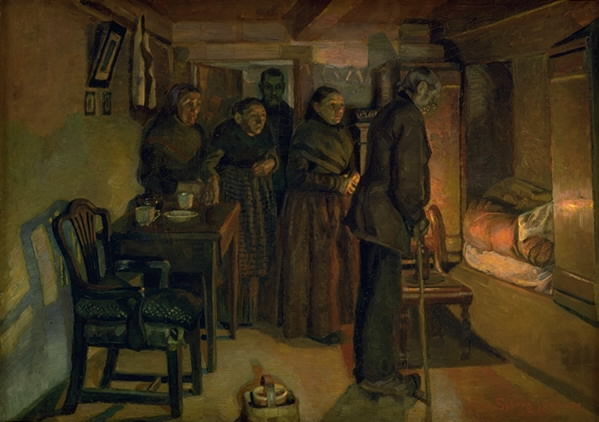
Fritz Syberg : Dodsfald (1892)
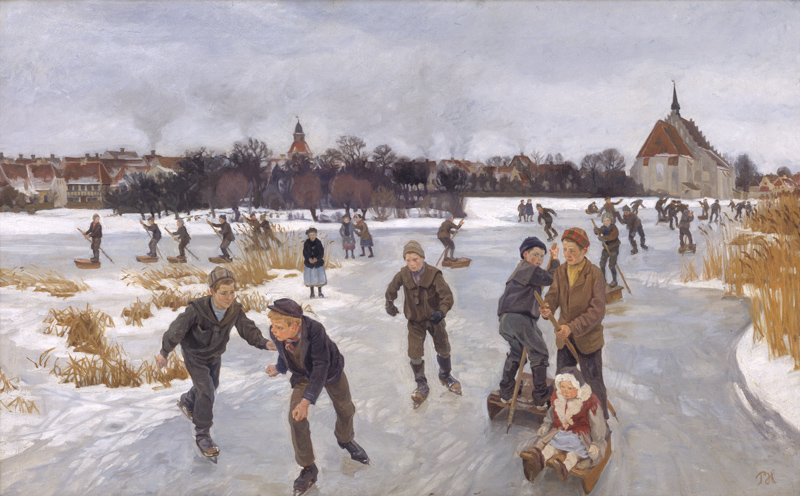
Peter Hansen : På isen bag byen Fåborg (1901)
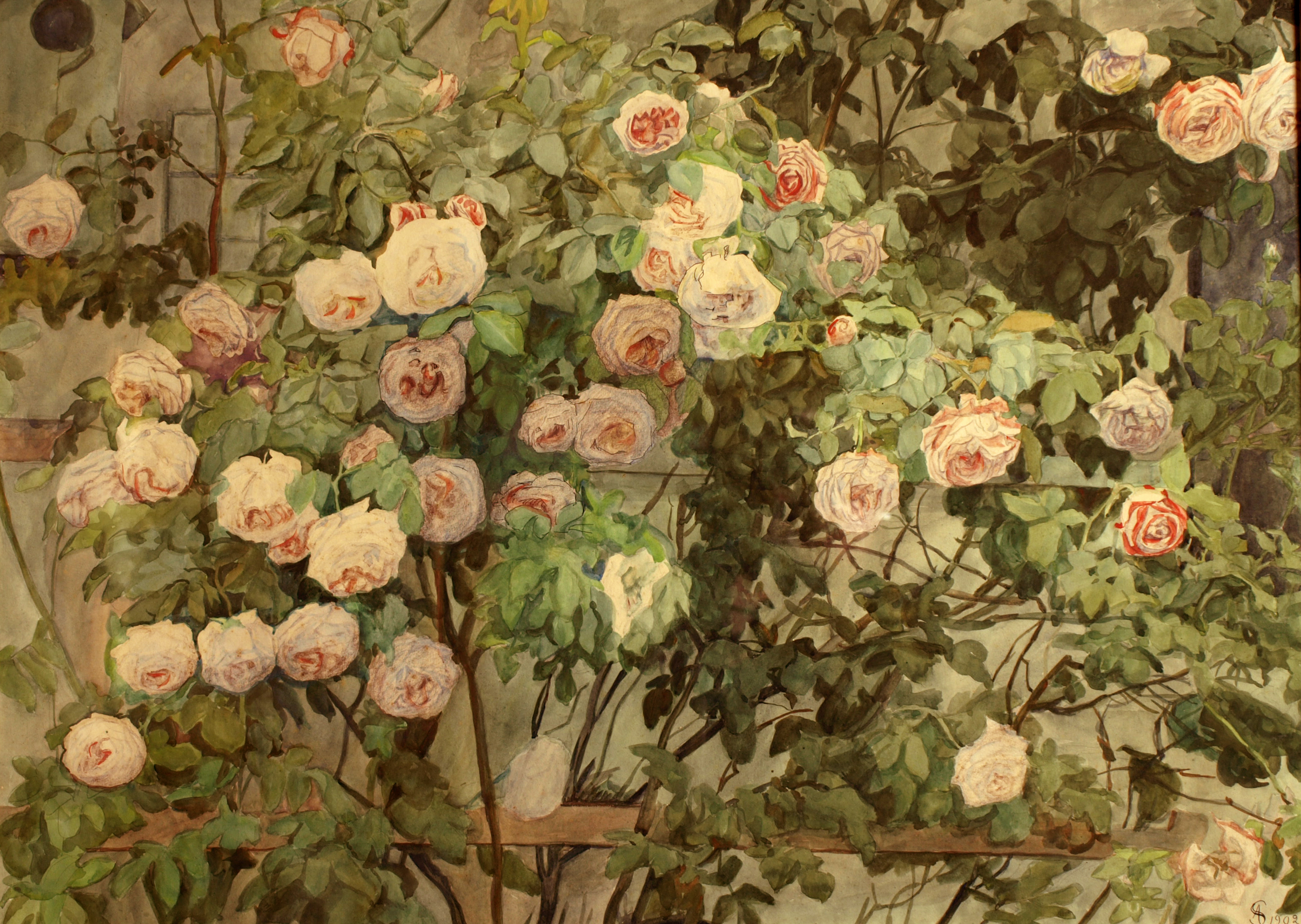
Anna Syberg : Roser (1902)
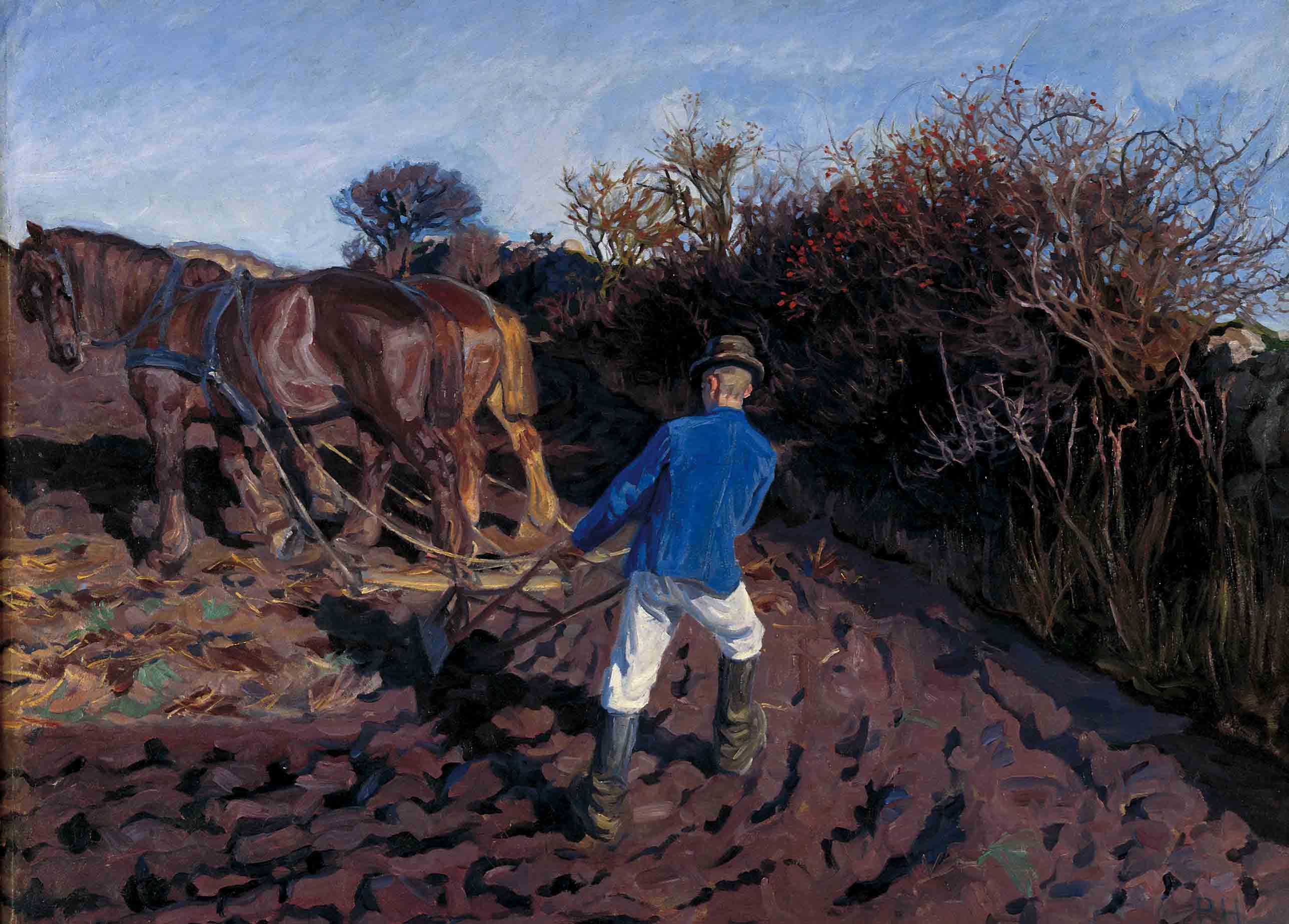
Peter Hansen : Pløjemanden vender (1902)
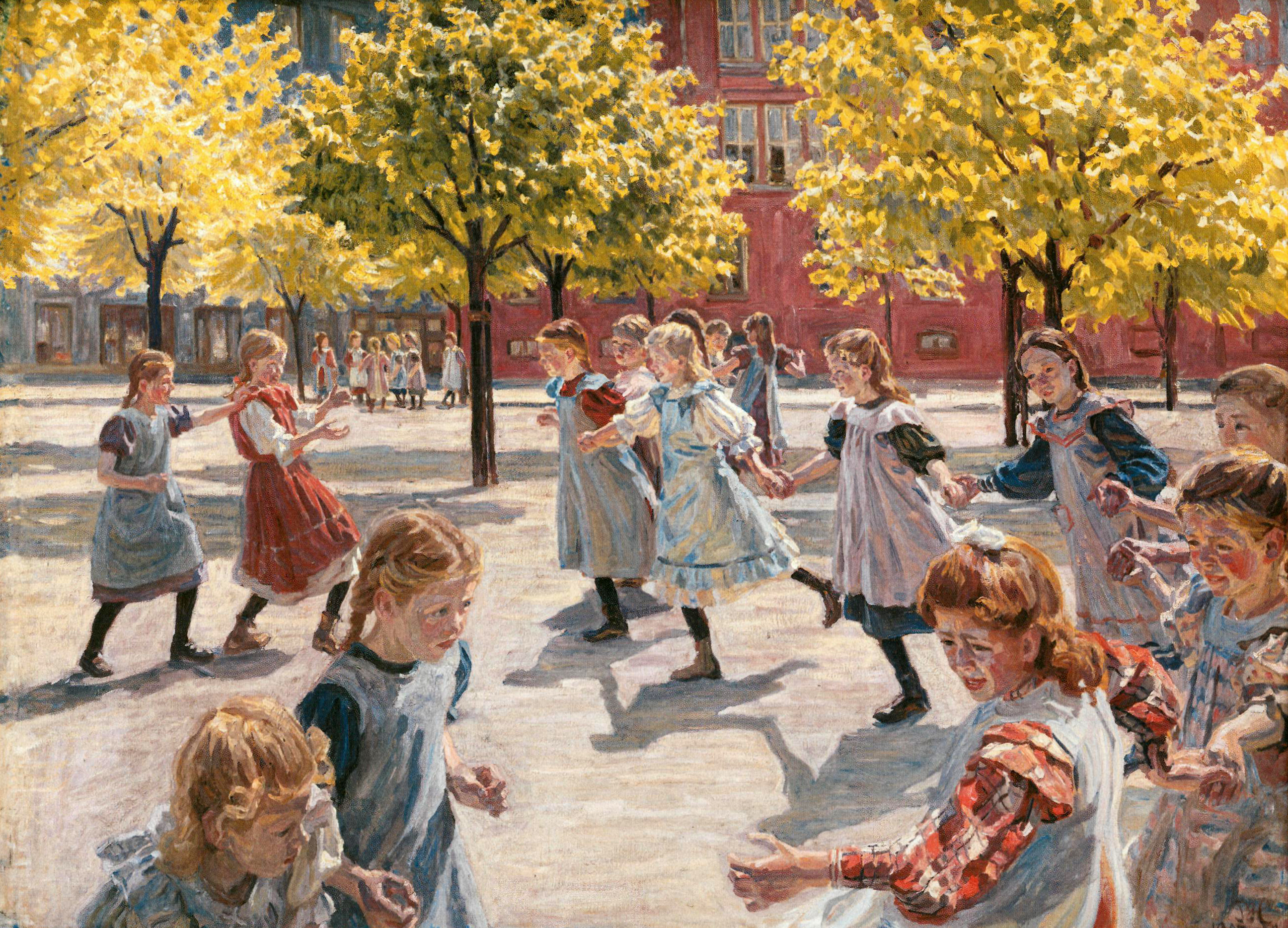
Peter Hansen : Legende børn. Enghave plads (1908)
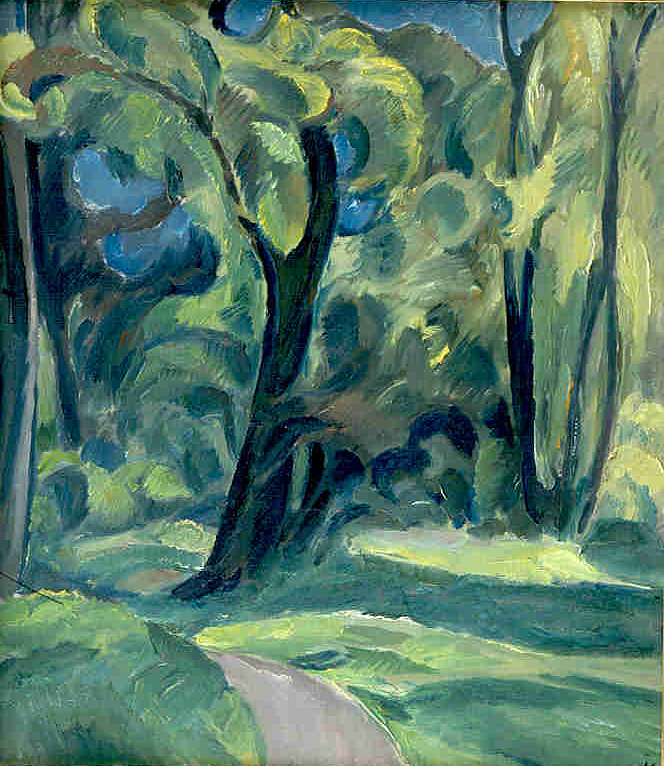
Harald Giersing : Skovinteriør. Sorø (c. 1915)
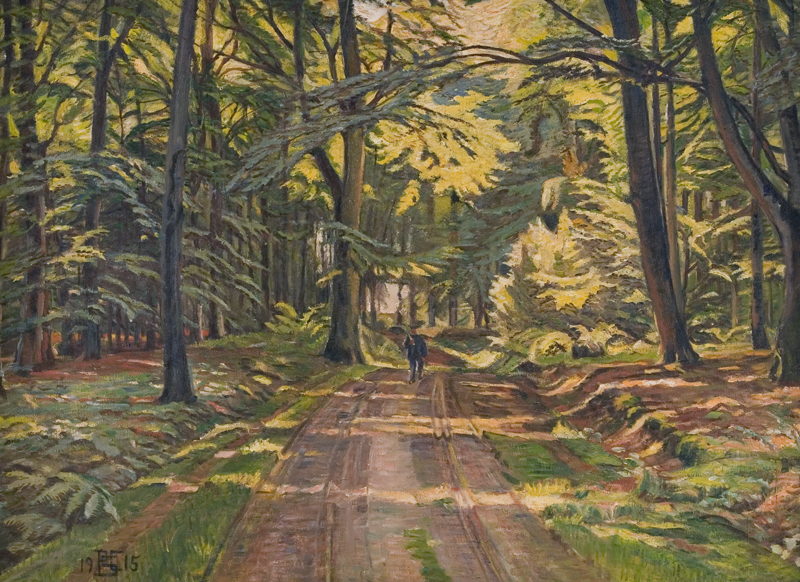
Poul S. Christiansen (da) : Skovvej ved Dyrnæs (1915)
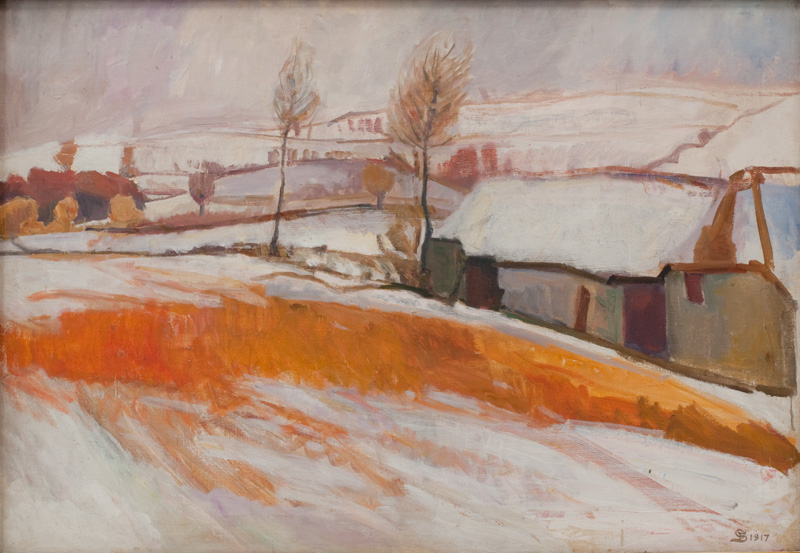
Fritz Syberg : Overkærby Bakke. Vinter (1917)